# Prochoreutis inflatella
Prochoreutis inflatella (tên tiếng Anh là Skullcap Skeletonizer Moth) là một loài bướm đêm thuộc họ Choreutidae. Loài này có ở miền đông Bắc Mỹ.
Sải cánh khoảng 9–11 mm. 
Cá thể trưởng thành mọc cánh từ tháng 6 tới tháng 9. Mỗi năm loài này có vài thế hệ.
Ấu trùng ăn các loài Scutellaria, bao gồm Scutellaria lateriflora. 

## Hình ảnh

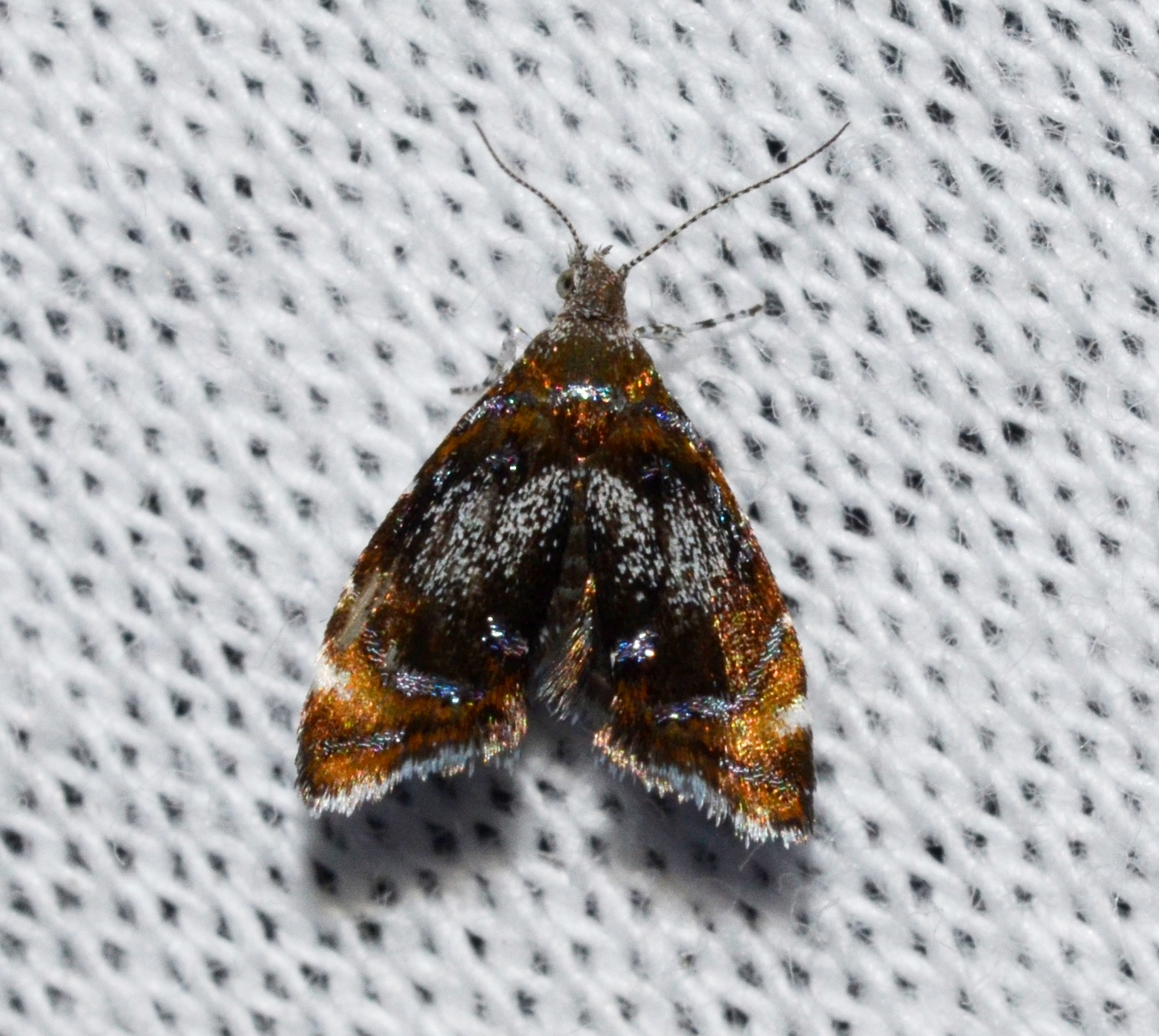